# Prima (interval)
Prima v glasbenem izrazoslovju predstavlja interval z razmerjem 1:1 ali 0 poltonov in nič centov. Dva tona, med katerima je interval čiste prime, sta enakih frekvenc oz. tonskih višin. Za dva ali več tonov, izvajanih v tem intervalnem razmerju, velja tudi izraz, da sta/so izvajani unisono. To velja tudi za iste tone, izvajane na različnih glasbilih. Čista prima je obravnavana kot najbolj konsonančni interval, med tem ko primi sosedne intervale obravnavamo kot najbolj disonančne. Prima je tudi najenostavnejši interval pri postopku uglaševanja.
Čista prima je zapisana z okrajšavo č1.